# Zèbres FC
Les Zèbres FC est un club rwandais de football basé à Byumba.

## Histoire
Le club est créé en 1980 avec comme nom l'Étoile rouge. Il est renommé deux ans plus tard en Zèbres FC.
Le club évolue en première division rwandaise entre 2002 et 2007, date à laquelle il est relégué en deuxième division.
Pour la saison 2016-2017, les Zèbres évoluent en deuxième division rwandaise.